# هيديوشي أوباتا
هيديوشي أوباتا (باليابانية: 小畑 英良)، من مواليد 2 أبريل 1890، وقُتل بتاريخ 11 أغسطس 1944، كان برتبة لواء في الجيش الإمبراطوري الياباني خلال الحرب العالمية الثانية. قُتل خلال معركة غوام.